# Nucula carlottensis
Nucula carlottensis är en musselart som beskrevs av Dall 1897. Nucula carlottensis ingår i släktet Nucula och familjen nötmusslor. Inga underarter finns listade i Catalogue of Life.